# Karttikeya
 Denne artikel bør gennemlæses af en person med fagkendskab for at sikre den faglige korrekthed.

Karttikeya også stavet Kartikeya er den indiske gud for krig. Han er søn af Shiva ( gud for ødelæggelse) og Parvati, og bror til Ganesha. Kartikeya har en påfugl, som sit kæledyr. Hver gang han skal nogle steder hen, er det påfuglen, der fører ham derhen. 
Kartikeya var også leder for gudernes hær, som bliver kaldt for " Senapati " Sena: betyder hær, og Pati: betyder mand. Så det betyder Hærens mand.

## Andre kendte navne
Senthil, Vēlaṇ, Kumāran ( betyder: Prins, barn, eller den unge) Swaminatha ( betyder: Den smarte, eller den kloge) Saravaṇa, Arumugam eller Shanmuga (betyder: En med seks hoveder ) Dandapani (betyder: En gud med en gruppe) Guhan eller Guruguha (betyder: grotte-resident) Subrahmanya, Murugan og Skanda (betyder: det, der er spildt) Han er også kendt som Mahasena. De andre konger tilbedte ham ved at kalde ham for dette navn.

## Mantra
Mantra eller mantram (Sanskrit) ord. Kartikeyas mantra er "Om Saravana Bhava". Normalt har hver en gud, sin egen mantra. Hvis man beder til Kartikeya, siger man hans mantra. Hvis man beder til Shiva, siger man hans mantra, som er "Om Namah Shivaya"
 Der er for få eller ingen kildehenvisninger i denne artikel, hvilket er et problem. Du kan hjælpe ved at angive troværdige kilder til de påstande, som fremføres i artiklen.